# Targa Florio 1911

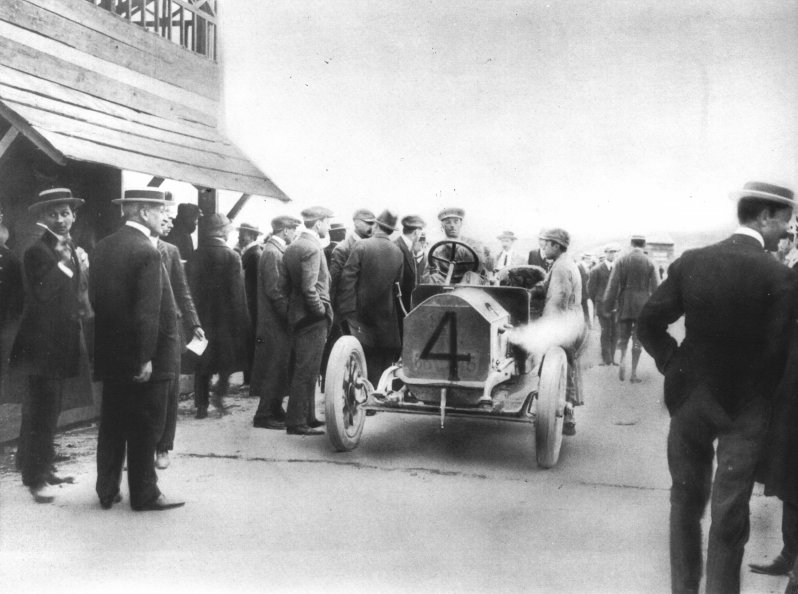
Rennsieger Ernesto Ceirano im Scat 22/32 HP/4.4 vor dem Rennstart

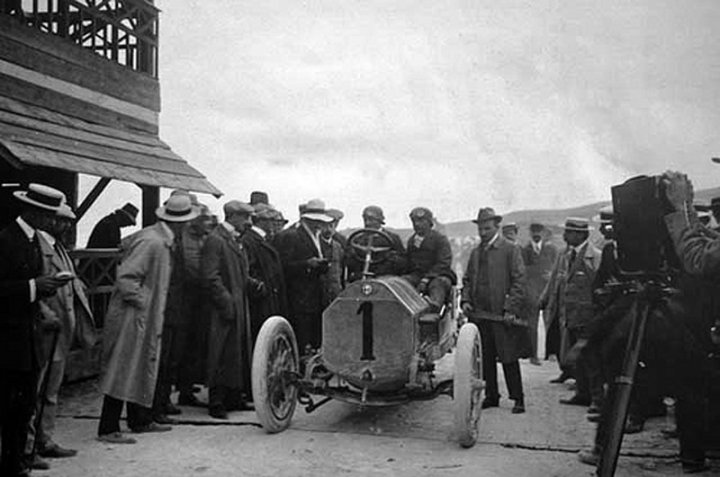
Nino Franchini im Alfa 24 HP/41

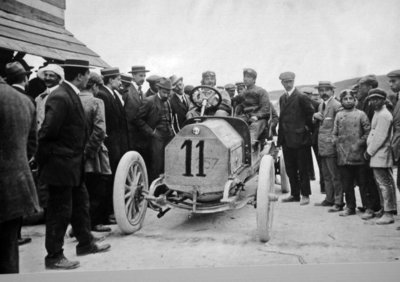
Der zweite Alfa; am Steuer Ugo Ronzoni

Die sechste Targa Florio, auch VI Targa Florio, war ein Straßenrennen auf Sizilien und fand am 14. Mai 1911 statt.

## Die Familie Florio
Gegen Ende der 1900er-Jahre verlor die Familie Florio einen beträchtlichen Teil ihres großen Vermögens. Dazu kamen persönliche Schicksalsschläge. Nach hochspekulativen Investitionen und geschäftlichen Misserfolgen musste die Familie Geschäftsanteile, Gebäude und einen Teil der Ländereien verkaufen. Sogar Familienschmuck wurde veräußert.
Vincenzo Florios jüngerer Bruder Ignazio und seine Ehefrau Francesca Paola Jacona della Motta dei baroni di San Giuliano verloren innerhalb von zwei Jahren drei ihrer Kinder. Giovanna (1893–1902), Ignazio (1898–1903) und die totgeborene Giacobina. Vinzenzo Florios Ehefrau Fürstin Annina Alliata di Montereale (1885–1911), mit der er seit 1909 verheiratet war, starb 1911 an den Folgen einer Cholera-Infektion.

## Das Rennen

### Teams, Hersteller und Fahrer
Bei der Targa Florio 1911 begann die lange Motorsportgeschichte von Alfa Romeo. Am 24. Juni 1910 entstand durch eine Umbenennung der von Alexandre Darracq gegründeten Società Anonima Italiana Darracq die Società Anonima Lombarda Fabbrica Automobili, Kurzbezeichnung A.L.F.A. Das erste Fahrzeug des neuen Unternehmens war der von Giuseppe Merosi konstruierte A.L.F.A. 24 HP. Zwei Rennmodelle des Wagens meldete die A.L.F.A.-Geschäftsleitung für die beiden Testfahrer Nino Franchini und Ugo Ronzoni.
Ernesto Ceirano bestritt das Rennen in einem Werks-Scat 22/32 HP/4.4, den sein Bruder Giovanni für ihn und Claudio Sandonnino hatte vorbereiten lassen. Die restlichen Starter waren teils vermögende Herrenfahrer.

### Der Rennverlauf
Mit den wenigen Teilnehmern und nur vier Werkswagen kam naturgemäß keine spannende Rennveranstaltung zustande. Während Ernesto Ceirano unbehelligt und ohne technische Probleme die drei Rennrunden bewältigte, fielen beide Alfa aus. Franchini hatte einen Unfall und Ronzoni beendete seinen Einsatz wegen Erschöpfung in der dritten Runde, bevor er das Ziel erreichte. Ceirano siegte mit einem Vorsprung von 25 Minuten auf den Lancia-Privatfahrer Mario Cortese.

## Ergebnisse

### Schlussklassement
| 1           |  | 4  | Società Ceirano Automobili Torino            | Ernesto Ceirano     | Scat 22/32 HP/4.4 | 9:32:22,400  |
| 2           |  | 9  | Mario Cortese                                | Mario Cortese       | Lancia            | 9:58:20,400  |
| 3           |  | 5  | Vasiliy Soldatenkov                          | Vasiliy Soldatenkov | Mercedes 37/90    | 10:23:23,400 |
| 4           |  | 12 | Società Ceirano Automobili Torino            | Claudio Sandonnino  | Scat 22/32 HP/4.4 | 10:50:44,200 |
| 5           |  | 6  | Giuseppe Tamagni                             | Giuseppe Tamagni    | Ford T/2.9        | 11:39:33,800 |
| Ausgefallen |  |    |                                              |                     |                   |              |
| 6           |  | 2  | Luca De Prosperis                            | Luca De Prosperis   | Clément           |              |
| 7           |  | 7  |                                              | De Ponte            | Berliet GK        |              |
| 8           |  | 10 | Giovanni Stabile                             | Giovanni Stabile    | De Dion-Bouton    |              |
| 9           |  | 1  | Società Anonima Lombarda Fabbrica Automobili | Nino Franchini      | Alfa 24 HP/41     |              |
| 10          |  | 11 | Società Anonima Lombarda Fabbrica Automobili | Ugo Ronzoni         | Alfa 24 HP/41     |              |
| 11          |  | 13 |                                              | Scaletta            | Berliet GK        |              |
| 12          |  | 14 | Norman Olsen                                 | Norman Olsen        | Lancia            |              |
| 13          |  | 15 |                                              | G. Mollica          | De Dion-Bouton    |              |
| 14          |  | 15 | Domenico Masino                              | Domenico Masino     | De Dion-Bouton    |              |

### Nur in der Meldeliste
Zu diesem Rennen sind keine weiteren Meldungen bekannt.

### Klassensieger
Zu diesem Rennen sind keine Klassensieger bekannt.

### Renndaten
- Gemeldet: 14
- Gestartet: 14
- Gewertet: 5
- Rennklassen: unbekannt
- Zuschauer: unbekannt
- Wetter am Renntag: unbekannt
- Streckenlänge: 148,823 km
- Fahrzeit des Siegerteams: 9:32:22,400 Stunden
- Gesamtrunden des Siegerteams: 3
- Gesamtdistanz des Siegerteams: 446,479 km
- Siegerschnitt: 46,801 km/h
- Schnellste Trainingszeit: keine
- Schnellste Rennrunde: Mario Cortese – Lancia (#9) – 2:55:43,200 = 50,815 km/h
- Rennserie: zählte zu keiner Rennserie